# لامين دياوارا
لامين دياوارا (بالفرنسية: Lamine Diawara)‏ (18 مايو 1986 بمالي - ) هو لاعب كرة قدم مالي في مركز الوسط. شارك مع منتخب مالي لكرة القدم. أما مع النوادي، فقد لعب مع الملعب المالي ونادي استقلال خوزستان.

## وصلات خارجية
- لامين دياوارا على موقع قاعدة بيانات كرة القدم.إي يو (الإنجليزية)